# François Perin
Pour les articles homonymes, voir Perin.
Ne doit pas être confondu avec François Perrin.
François Perin est un professeur émérite de droit, militant wallon et homme politique belge né à Liège le 31 janvier 1921 et mort le 26 septembre 2013.

## Biographie
Docteur en droit de l'Université de Liège en 1946, il devient professeur de droit constitutionnel à l'Université de Liège en 1965, puis homme politique.
Membre du groupe Esprit depuis 1954 qui donne naissance au CRISP en 1958. Il défend essentiellement les idées de fédéralisme et de référendum populaire.
Il fonde le Parti wallon des travailleurs (PWT) en 1964, sur les listes duquel il est élu député en 1965, ce parti fusionne par la suite avec le Front wallon de Robert Moreau qui devient le Parti wallon (PW), dont le programme repose sur quatre points : fédéralisme, réformes de structures, référendum, retour des Fourons à Liège.
Après les événements de Louvain (l’expulsion des sections francophones de l’Université catholique de Louvain), le PW se transforme en Rassemblement wallon (RW). Jean Gol commençant sa carrière politique en 1968, dans le parti de François Perin alors élu député en 1971. François Perin entre, comme Ministre de la Réforme des Institutions, dans le gouvernement Tindemans I (coalition libérale et sociale-chrétienne), lors de l’élargissement de celui-ci au Rassemblement wallon. Jean Gol devient, lui, secrétaire d’État à l’Économie régionale wallonne. 
François  Perin est, par ailleurs, l’un des principaux artisans du rapprochement avec les libéraux wallons : il quitte ainsi le RW en 1976 et fonde le Parti pour les réformes et la liberté de Wallonie un an plus tard. Coopté, ensuite élu au Sénat, il quittera définitivement en 1980 l'hémicycle du sénat d'une manière fracassante, déclarant : « ne pouvoir rester représentant d'un État auquel il ne croit plus et d'une nation qui n'existe plus ». En 1985, il se désengagera du PRL ne pouvant plus cautionner la politique conservatrice du parti et ne partageant pas la vision du fédéralisme européen.
Il accède à l'éméritat de l'Université de Liège en 1986.
Lors des élections provinciales du 8 octobre 2006, François Perin se présenta sur les listes du Rassemblement Wallonie France (RWF).
Interrogé en août 2011 par David Coppi du journal Le Soir, François Perin « souhaite que la Flandre proclame son indépendance, que Bruxelles s’organise en ville internationale et que la Wallonie rejoigne la France ».

## Publications
- La démocratie enrayée: essai sur le régim prlementaire belge de 1918 à 1958, Institut belge de science politique, 1960 - 280 pages
- Les institutions politiques du Congo indépendant au 30 juin 1960, Institut politique congolais, 1960 - 151 pages
- La Belgique au défi - Flamands et Wallons à la recherche d'un état, 1963 - 214 pages
- La décision politique en Belgique, CRISP
- Le régionalisme dans l’intégration européenne, Bruxelles, 1967
- Le régionalisme dans l'intégration européenne, UGA, 1969 - 96 pages
- Germes et bois morts dans la société politique contemporaine, Bruxelles, 1981
- À la recherche d’une nation introuvable, Bruxelles, 1989
- Franc-parler / Témoignage sur la double crise du christianisme et du rationalisme, Quorum, 1996

## Théâtre
- Les Invités du Docteur Klaust, 1998[3]